# 傑森·施密特
傑森·大衛·施密特（英語：Jason David Schmidt，1973年1月29日—），為前美國職棒大聯盟的投手，生涯曾效力於勇士、海盜、巨人和道奇等隊。

## 職業生涯

### 亞特蘭大勇士
1995年4月28日，施密特登上大聯盟。當時他只以後援身分上場，不過他在大聯盟首場先發就投出8局無失分的內容，順利拿下大聯盟首勝。
1996年，施密特入選球隊先發輪值，但大部分時間都待在3A和傷兵名單。8月30日，球隊將施密特和Ron Wright交易到海盜，換來Denny Neagle。

### 匹茲堡海盜
加入海盜後，施密特連續3年都拿下雙位數勝投，但球隊戰績卻積弱不振。1997年，他成為海盜隊史最後一位身穿42號球衣的球員。

### 舊金山巨人
2001年球季中，海盜將施密特和John Vander Wal交易到巨人，換來萊恩·沃格索恩和Armando Ríos。整季他拿下13勝，並在隔年和巨人簽下5年4100萬美元的延長合約。2002年世界大賽，施密特在第一場和第五場擔任先發，拿下1勝，不過最後巨人被天使逆轉。2003年，施密特拿下17勝，防禦率2.34。他在分區賽第一場就投出完封勝，但最後球隊在聯盟冠軍賽輸給馬林魚。施密特在這年首度入選明星賽，並在賽揚獎票選上拿下第二名。
2004年5月18日，施密特面對小熊投出一安打完封勝。但是同一天藍迪·強森卻投出完全比賽，因此施密特的新聞完全被強森給壓了過去。整季他拿下18勝，並獲選為TSN年度最佳投手。他在賽揚獎票選上拿下第四名，送出251次三振也寫下當時的隊史紀錄。
2006年6月6日，施密特投出9局完投勝，並送出16次三振，追平隊史單場紀錄。

### 洛杉磯道奇
2007年，施密特與道奇簽下3年4700萬美元的合約。然而他只先發3場比賽就右肩受傷，並休息長達一個半月。後來因為肩膀傷勢比預期的還要嚴重許多，因此施密特再先發3場比賽後，就連帶2008年球季一同報銷，他只在2008年於小聯盟的幾場復健賽上場投個幾局而已。
2009年，施密特在春訓表現的相當糟糕，而且他再度受傷進入傷兵名單。2009年7月20日，施密特終於回到大聯盟。他主投5局失3分奪勝，不過他在下一次先發僅投3局便丟5分吞敗。8月7日，施密特在出賽後兩天又再度受傷，這也讓他的職業生涯草草結束。

## 生涯投球成績
| 勝投 | 敗投 | 防禦率 | 出賽場次 | 先發 | 完投 | 完封 | 投球局數 | 安打 | 失分 | 自責分 | 全壘打 | 保送 | 三振 | 暴投 | 觸身球 |
| ---- | ---- | ------ | -------- | ---- | ---- | ---- | -------- | ---- | ---- | ------ | ------ | ---- | ---- | ---- | ------ |
| 130  | 96   | 3.96   | 323      | 314  | 20   | 9    | 1996.1   | 1846 | 958  | 878    | 184    | 792  | 1758 | 93   | 52     |

## 個人生活
施密特育有3名子女，而他母親於2003年因腦癌去世。

## 外部連結
- 球員資訊和成績在MLB，ESPN，Baseball-Reference，Fangraphs（英文）
- 傑森·施密特在台灣棒球維基館上的頁面（繁體中文）